# Ernestine Friedmann
Ernestine Louise Friedmann (Brooklyn, 11 de septiembre de 1884-Maryland, septiembre de 1973) fue una economista y educadora estadounidense. Fue profesora de economía; trabajó en y en las Escuelas de verano para mujeres trabajadoras de Barnard College y Bryn Mawr.

## Primeros años y Educación
Friedmann nació en Brooklyn, Nueva York, era hija de John Friedmann y Josephine Henrietta Heil Friedmann, nacidos ambos en Nueva York. Se graduó en Smith College en 1907, y consiguió un título de máster en la Universidad de Columbia en 1916. Completó sus estudios de doctorado en economía en Columbia en 1926, con una disertación titulada Estudio del Movimiento Educativo de los Trabajadores en Estados Unidos.

## Carrera
Friedmann fue profesora de economía en Rockford College y Wheaton College, en Illinois. Escribió sobre el movimiento cooperativo, sobre mujeres trabajando en la industria, sobre salario mínimo y sobre el coste de la vida, preguntándose (cita literal) "Shall we continue to safeguard the system and to establish a minimum wage that creates a standard of living that permanently enslaves the wage earning class? Or shall we chart what we consider the standards of 'an abundant life'  and work to establish that order of society that will make them possible to all of us alike?, en un ensayo de 1922 para la revista The World Tomorrow.
Durante la Primera Guerra Mundial, Friedmann era miembro activo de la Asociación Cristiana de Mujeres Jóvenes, y escribió varios folletos. Dirigió la Escuela de verano para mujeres trabajadoras de Barnard College y de Bryn Mawr. Trabajó con Hilda Worthington Smith en la década de 1930, en programas de educación para adultos. "The principle of democracy underlies every step in workers' classes, emphasizing the learning process rather than the teaching process,"  explicaron en 1937. Con la Administración Federal de Alivio de Emergencia, dio clases a adultos a lo largo de todos los Estados Unidos. Charlotte Wilder dedicó su colección de poesías Phases of the Moon (1939) a Friedmann y a la novelista Evelyn Scott.
Friedmann fue miembro del Sindicato Nacional de Mujeres y de la Liga Americana para la Paz y la Democracia. Se incorporó al Centro Internacional de Washington en el momento de su apertura, en 1950, retirándose de dicho trabajo en 1962.

## Vida personal
Friedman murió en 1973, a los 89 años, en Maryland. Su tumba se encuentra en el cementerio de Green-Wood, en Brooklyn.